# Tetanoptera leucodactyla
Tetanoptera leucodactyla är en tvåvingeart som beskrevs av Verbeke 1950. Tetanoptera leucodactyla ingår i släktet Tetanoptera och familjen kärrflugor.
Artens utbredningsområde är Kongo. Inga underarter finns listade i Catalogue of Life.